# Estación Gorlero
La Estación Gorlero es una antigua estación de servicio de la empresa estatal Ancap, que en la actualidad es utilizado como alcaldía del Municipio de Punta del Este en Uruguay.

## Construcción
Fue diseñada y construida por el arquitecto Rafael Lorente Escudero en los años cuarenta para la Administración de Combustibles, Alcoholes y Portland, la misma buscaba imponer el perfil de la empresa estatal.
La estación de servicio Gorlero, llamada así por estar sobre la Avenida Gorlero, forma parte de un conjunto de estaciones construidas por el arquitecto para la compañía estatal, tales como la Estación Arocena en Montevideo. Desde los años setenta es Monumento Histórico Nacional
En diciembre de 2022, comenzó a albergar las oficinas del Municipio de Punta del Este, convirtiéndose en la alcaldía del municipio homónimo.